# Adriano José da Silva
Adriano José da Silva (* 25. September 1974) ist ein ehemaliger brasilianischer Fußballspieler.

## Karriere
Aus der zweiten Mannschaft von Hertha BSC in der NOFV-Oberliga Mitte kommend, wechselte da Silva zur Saison 1993/94 zum FC 08 Homburg in die zweite Bundesliga. Seinen ersten Einsatz bekam er am ersten Spieltag gegen den FC St. Pauli. Bei dem 2:1-Sieg wurde er in der 64. Minute für Peter Müller eingewechselt. Danach kam er weiter lediglich gelegentlich zum Einsatz. Die nächste Saison verlief recht ähnlich. Neben der ersten Mannschaft lief da Silva öfter für die zweite in der Oberliga Südwest auf. Nach dem Abstieg der Mannschaft in die Regionalliga West-Südwest kam er regelmäßiger zum Einsatz. In dieser Zeit erreichte er mit 29 Einsätzen und 12 Toren die größten Teile seiner Einsatzstatistik für den Verein.
Innerhalb der Liga wechselte da Silva zur Saison 1996/97 zum benachbarten 1. FC Saarbrücken, kam dort jedoch wiederum nur sporadisch zum Einsatz. Darum zog es ihn innerhalb der Liga weiter zu Rot-Weiß Oberhausen, für den er in der ersten Saison nahezu durchgehend auflief. Zur nächsten Saison stieg da Silva mit seinem Verein wieder in die zweite Liga auf. Dort kam er auf insgesamt sieben Einsätze, mit zwei erzielten Toren. Zur nächsten Saison wechselte er dann wieder zurück in die Regionalliga, dieses Mal zum SC Verl. Dort kam da Silva in der auf 21 Einsätze sowie sieben erzielte Tore. Seine letzte Saison verbrachte da Silva beim Karlsruher SC, wo er zweimal zum Einsatz kam. Sein letztes Spiel war das 0:0 beim SV Darmstadt 98, wo er in der 84. Minute für Aydın Çetin eingewechselt wurde.